# Championnat de Sainte-Lucie de football 2021
Navigation
Édition précédente Édition suivante
La saison 2021 du championnat de Sainte-Lucie de football est la quarante-troisième édition de la SLFA First Division, le championnat de première division de Sainte-Lucie.
Après l'abandon de la édition 2020 en raison de la pandémie de Covid-19, le Platinum FC, toujours tenant du titre, fait face aux huit meilleures équipes de Sainte-Lucie. Le club remporte un troisième championnat consécutif et se qualifie pour le Caribbean Club Shield 2022 à la suite d'une saison parfaite conclue par huit victoires en autant de rencontres.

## Les équipes participantes
| \| El Niños GMC United Northern United Knights FC Platinum Uptown Rebels Monchy United Ti Rocher VSADC \| Localisation des équipes engagées. |
| El Niños GMC United Northern United Knights FC Platinum Uptown Rebels Monchy United Ti Rocher VSADC                                          |

| Équipe                    | Classement 2019 | Ville      | Stade                    |
| ------------------------- | --------------- | ---------- | ------------------------ |
| Platinum FC               | Champion        | Vieux Fort | Philip Marcellin Grounds |
| Uptown Rebels             | 2e              | Vieux Fort | Philip Marcellin Grounds |
| VSADC                     | 3e              | Castries   |                          |
| Northern United All Stars | 4e              | Gros Islet | Gros Islet Cricket Oval  |
| Ti Rocher                 | 5e              | Ti Rocher  |                          |
| SLSO Monchy United        | 6e              | Monchy     |                          |
| El Niños                  | 8e              | Blanchard  |                          |
| Knights FC                | Promu           | Vieux Fort | Philip Marcellin Grounds |
| GMC United                | Promu           | Gros Islet | Gros Islet Cricket Oval  |

Légende des couleurs
- Tenant du titre
- Promu

## Compétition

### Classement
Les neuf équipes s'affrontent une seule fois.
Le barème de points servant à établir le classement se décompose ainsi :
- Victoire : 3 points
- Match nul : 1 point
- Défaite : 0 point

| Rang | Équipe                    | Pts | J | G | N | P | Bp | Bc | Diff |
| ---- | ------------------------- | --- | - | - | - | - | -- | -- | ---- |
| 1    | Platinum FC T             | 24  | 8 | 8 | 0 | 0 | 18 | 6  | +12  |
| 2    | SLSO Monchy United        | 19  | 8 | 6 | 1 | 1 | 14 | 3  | +11  |
| 3    | Northern United All Stars | 15  | 8 | 5 | 0 | 3 | 13 | 11 | +2   |
| 4    | GMC United                | 14  | 8 | 4 | 2 | 2 | 15 | 17 | -2   |
| 5    | Uptown Rebels             | 10  | 8 | 3 | 1 | 4 | 19 | 10 | +9   |
| 6    | El Niños                  | 8   | 8 | 2 | 2 | 4 | 10 | 8  | +2   |
| 7    | VSADC                     | 6   | 8 | 2 | 0 | 6 | 8  | 18 | -10  |
| 8    | Ti Rocher                 | 4   | 8 | 1 | 1 | 6 | 10 | 16 | -6   |
| 9    | Knights FC                | 4   | 8 | 1 | 1 | 6 | 10 | 28 | -18  |

|  | Champion de Sainte-Lucie 2021 |
|  | Relégué en Second Division    |
|  | T : Tenant du titre           |

## Bilan de la saison
| Championnat de Sainte-Lucie de football 2021 |                        |
| Champion                                     | Platinum FC (3e titre) |
| Dauphin                                      | SLSO Monchy United     |
| Qualifications continentales                 |                        |
| Caribbean Club Shield 2022                   | Platinum FC            |
| Promotions et relégations                    |                        |
| Promus en SLFA First Division                | B1 FC                  |
| Promus en SLFA First Division                | Victory Eagles SC      |
| Relégués en Second Division                  | Knights FC             |